# Engelsk vals
Engelsk vals er en pardans i 3/4 dels takt, og danses i langsommere tempo end wienervals, takten er ca. 30 takter pr. minut  Engelsk vals er afledt af den amerikanske boston-vals og blev standardiseret og godkendt som selskabsdans i 1929.